# Association française de normalisation
Pour le groupe, voir groupe Afnor.
 (avril 2010).
Si vous disposez d'ouvrages ou d'articles de référence ou si vous connaissez des sites web de qualité traitant du thème abordé ici, merci de compléter l'article en donnant les références utiles à sa vérifiabilité et en les liant à la section « Notes et références ».
L’Association française de normalisation (abrégée Afnor ou AFNOR,) est l'organisation française qui représente la France auprès de l'Organisation internationale de normalisation (ISO) et du Comité européen de normalisation (CEN). Depuis le 1er janvier 2014, à la suite du rapprochement de l'Afnor et de l'Union technique de l’électricité (UTE), elle est aussi membre du Comité européen de normalisation en électronique et en électrotechnique (CENELEC) au niveau européen, et de la Commission électrotechnique internationale (CEI) au niveau international.
L'Association française de normalisation a été créée en 1926. Elle est placée sous la tutelle du ministère chargé de l'industrie. Son rôle est précisé dans le décret no 2009-697 du 16 juin 2009 relatif à la normalisation, qui lui confère une mission d'intérêt général, décret modifié par celui du 10 novembre 2021. À ce titre, elle perçoit une subvention publique couvrant une partie de ses activités. En 2024, ce soutien représentait 3,4 % des produits du groupe AFNOR, dont l'association constitue la holding.
Reconnue d'utilité publique, l'Afnor comptait 1 576 membres-adhérents au 31 décembre 2024. Depuis sa fusion avec l'Association française pour l'assurance de la qualité en 2004, elle fait partie du Groupe AFNOR. L'AFNOR édite la collection des normes NF qui identifie habituellement un document par la forme NF L CC-CCC dans la nomenclature nationale française.

## Ses missions
La branche normalisation de l'AFNOR se charge :
- d'animer et coordonner l'élaboration des normes ;
- de représenter et défendre les intérêts dans toutes les instances de normalisation ;
- d'homologuer les normes ;
- de promouvoir et faciliter l'utilisation des normes ;
- de développer la certification des produits et services avec la marque NF[10].

## Histoire de l'AFNOR
(août 2017).
- 22 juin 1926 : création de l'Association française de normalisation[11].
- 10 janvier 1939 : AFNOR est habilitée à délivrer la Marque NF, marque nationale de conformité aux normes.
- 5 mars 1943 : reconnaissance d’utilité publique d’AFNOR par décret.
- 23 février 1947 : création de l’ISO, Organisation internationale de normalisation.
- 23 mars 1961 : création du CEN, Comité européen de normalisation, par les associations nationales de normalisation des pays de la CEE et de l’AELE. Le secrétariat en est confié à Afnor.
- 20 juillet 1988 : création de l’AFAQ, Association française pour l'assurance de la qualité, structure de certification qui répond à l’émergence des normes ISO 9000, outils privilégiés pour structurer la démarche qualité dans les entreprises.
- 13 octobre 1988 : lancement des Clubs « Initiative et compétitivité » avec des responsables d’entreprise pour relever le défi de 1992, date cible pour la libre circulation des produits en Europe.
- Mars 1989 : début de la rédaction des normes ISO 14001.
- Juin 1989 : remise du 1er certificat ISO 9000.
- 22 décembre 1992 : déclinaison de la Marque NF à l’agro-alimentaire et aux activités de service.
- 1993 : Olivier Peyrat devient directeur général d’AFAQ. Création de l’institut de Certification des auditeurs (ICA).
- 1995 : remise du 1er certificat ISO 14001 (environnement).
- 17 septembre 2002 : François Ailleret est élu président d’AFNOR.
- 1er juin 2003 : Olivier Peyrat est nommé directeur général d’AFNOR.
- 23 décembre 2004 : Fusion entre AFNOR et AFAQ pour donner naissance au groupe Afnor qui comprend trois filiales commerciales autour de l’association AFNOR.
- 26 janvier 2009 : regroupement des collaborateurs Île-de-France au siège du groupe à La Plaine Saint-Denis.
- 22 juin 2011 : Claude Satinet est élu président d’AFNOR. François Ailleret devient président d’honneur.
- 12 novembre 2011 : Création du Fonds AFNOR pour la normalisation[12][réf. non conforme].
- 1er janvier 2014 : rapprochement AFNOR-UTE[13],[6].
- 27 juin 2017 : Marc Ventre est élu président d'AFNOR, à l'issue de l'assemblée générale qui célèbre les 90 ans de l'association[14]. Le 24 juin 2020, il est réélu pour trois années supplémentaires.
- 27 juin 2023 : Guy Maugis est élu président d'AFNOR pour trois ans.

## Stratégie
Le système français de normalisation s'appuie sur 20 bureaux de normalisation sectoriels et sur AFNOR pour les domaines communs à plusieurs secteurs. En vertu du décret du 16 juin 2009, modifié par celui du 10 novembre 2021, il est animé par AFNOR qui élabore les référentiels demandés par les acteurs socio-économiques, en invitant ceux-ci à se réunir en commissions de normalisation.
AFNOR a publié en 2019 une stratégie française de normalisation, prenant la suite de celle 2016-2018, désignant les enjeux et les actions prioritaires à mettre en œuvre afin de répondre aux besoins des PME, des artisans, des grandes entreprises, des collectivités locales et des consommateurs. Cette stratégie est construite autour de trois axes : la lutte contre le dérèglement climatique, une société plus inclusive, une numérisation maîtrisée. Elle s'aligne aussi sur la stratégie européenne de normalisation présentée par le commissaire européen Thierry Breton le 6 février 2022.

## Autres activités
L'organisme propose aussi des activités commerciales, portées par des filiales, au sein du groupe Afnor dont l'association constitue la holding : information et promotion des normes (ainsi que leur publication qui assure une partie de son financement) ; évaluation et certification (Afnor Certification) ; formation professionnelle sur les systèmes de management QSE[réf. non conforme])
À ce titre, le groupe Afnor est présent dans 37 pays.
AFNOR est impliquée dans les relations internationales, notamment au travers de la coopération technique auprès de pays en développement et/ou émergents. Ceci afin de faciliter leur entrée dans l’OMC (Organisation mondiale du commerce) ou leur rapprochement avec l’Union européenne. AFNOR a également créé, en 2007, avec le Bureau de normalisation du Québec (BNQ), le Réseau Normalisation et Francophonie (RNF). L'objectif de cette association est d'aider au développement de la normalisation dans les pays francophones. Le RNF regroupe des organismes nationaux de normalisation ou de promotion de la qualité, d'Afrique, d'Amérique du Nord et d'Europe.

### Partenaires au développement international
Le groupe AFNOR travaille au développement international de ses activités de normalisation, d’information, de certification et de formation via un réseau de partenaires-clés membres en France de l'association mais présents dans de nombreux pays et participant aussi à d'autres comités nationaux ou internationaux de normalisation et organismes de certification :
- Association de coordination technique pour l'industrie agroalimentaire (ACTIA)
- Agence de l'environnement et de la maîtrise de l'énergie (Ademe)
- Association pour le développement des échanges internationaux de produits et techniques agroalimentaires (ADEPTA)
- Comité français d'accréditation (Cofrac)
- Centre scientifique et technique du bâtiment (CSTB)
- Réseau des centres techniques industriels (CTI)
- Institut national de l'environnement industriel et des risques (INERIS)
- LCIE Bureau Veritas (LCIE)
- Laboratoire national de métrologie et d'essais (LNE)
- Union technique de l'automobile, du motocycle et du cycle (UTAC)
- Union technique de l'électricité (UTE)

### Activités de lobbying
Depuis 2017, l'AFNOR déclare à la Haute Autorité pour la transparence de la vie publique exercer des activités de lobbying en France. Le montant déclaré de ces activités n'excède pas 25 000 euros pour l'année 2017, 10 000 euros pour 2018 et 10 000 euros pour 2019.